# Ciolacu Nou, Fălești
Ciolacu Nou este satul de reședință al comunei cu același nume  din raionul Fălești, Republica Moldova.

## Personalități

### Născuți în Ciolacu Nou
- Teofil Cotoros (1881–1918), revoluționar socialist moldovean, deputat în Sfatul Țării și în Adunarea Constituantă Rusă
- Svetlana Șepelev-Tcaci (n. 1969), alergătoare moldoveană pe distanțe lungi

1. ↑   http://new.earthtools.org/height/47.4866666667/27.8255555556 Lipsește sau este vid: |title= (ajutor)